# Mucuna
Mucuna är ett släkte av ärtväxter. Mucuna ingår i familjen ärtväxter.

## Bildgalleri

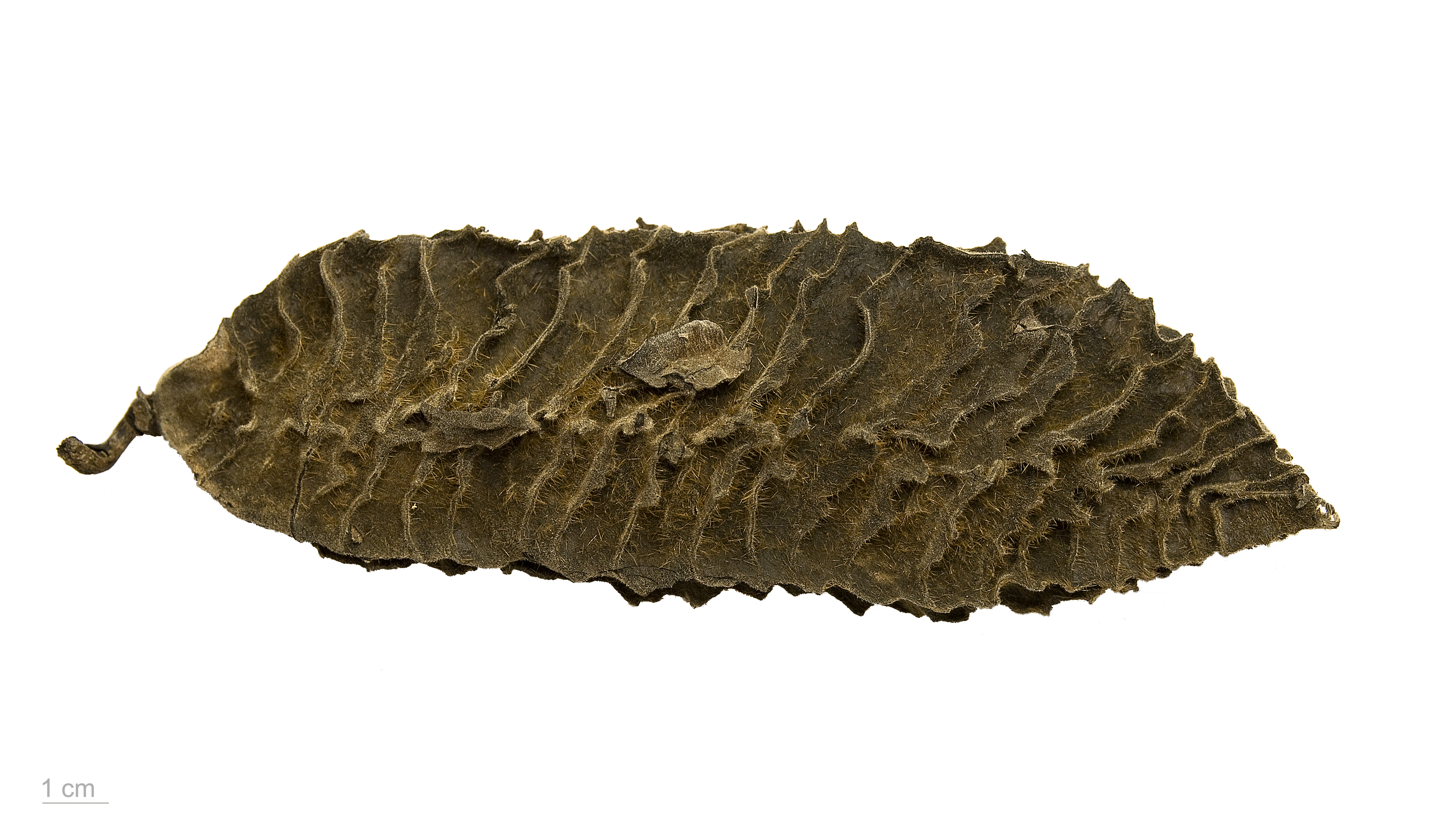
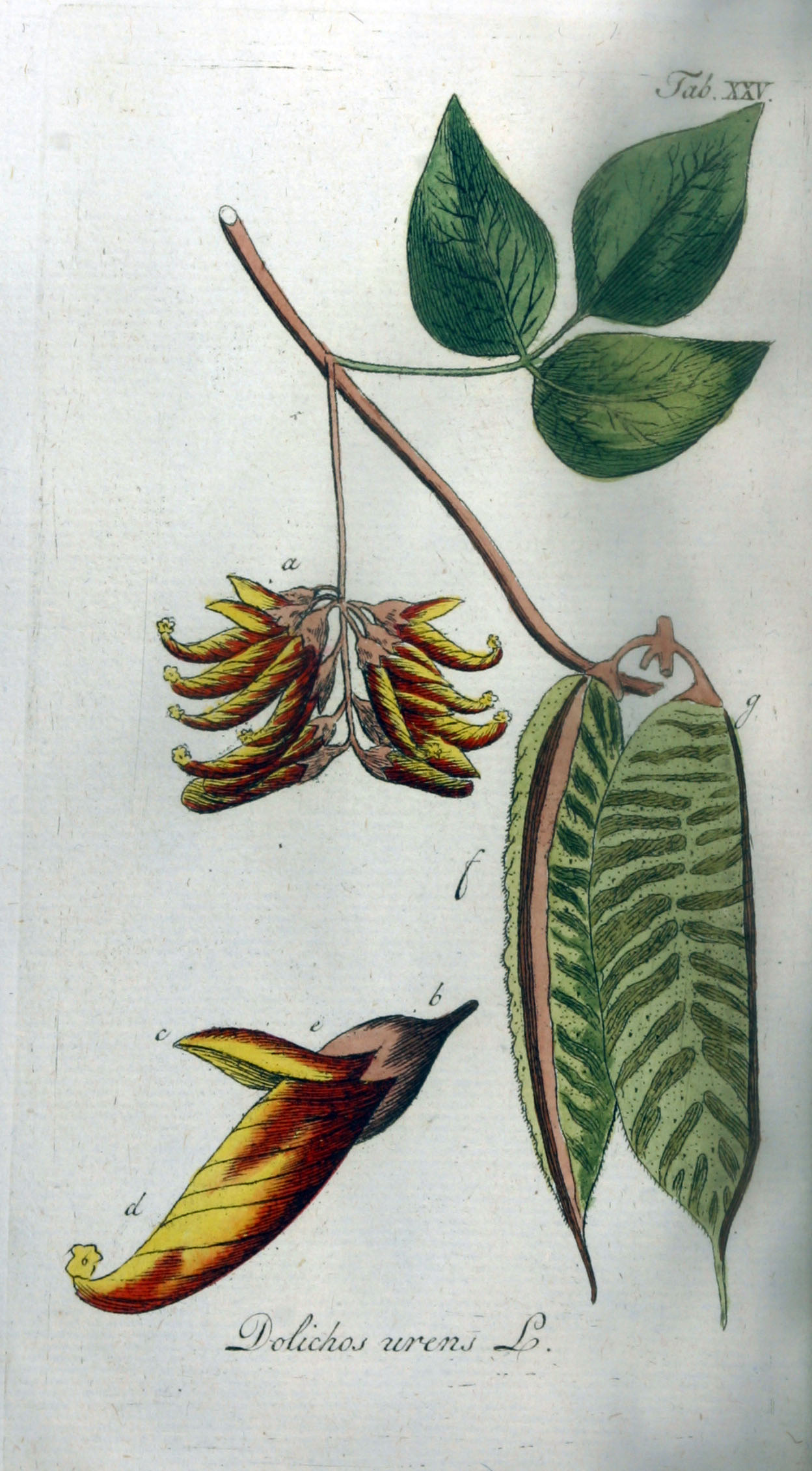
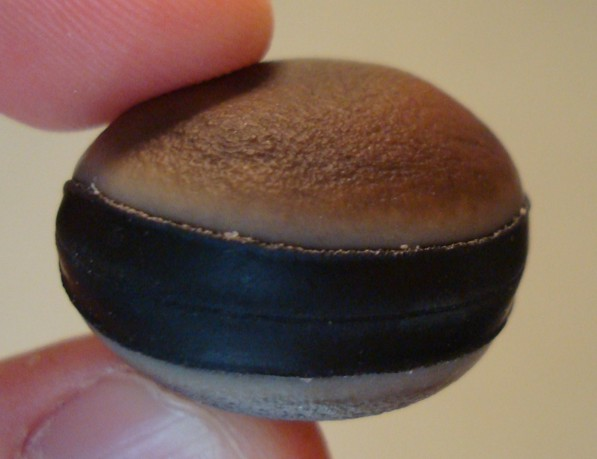
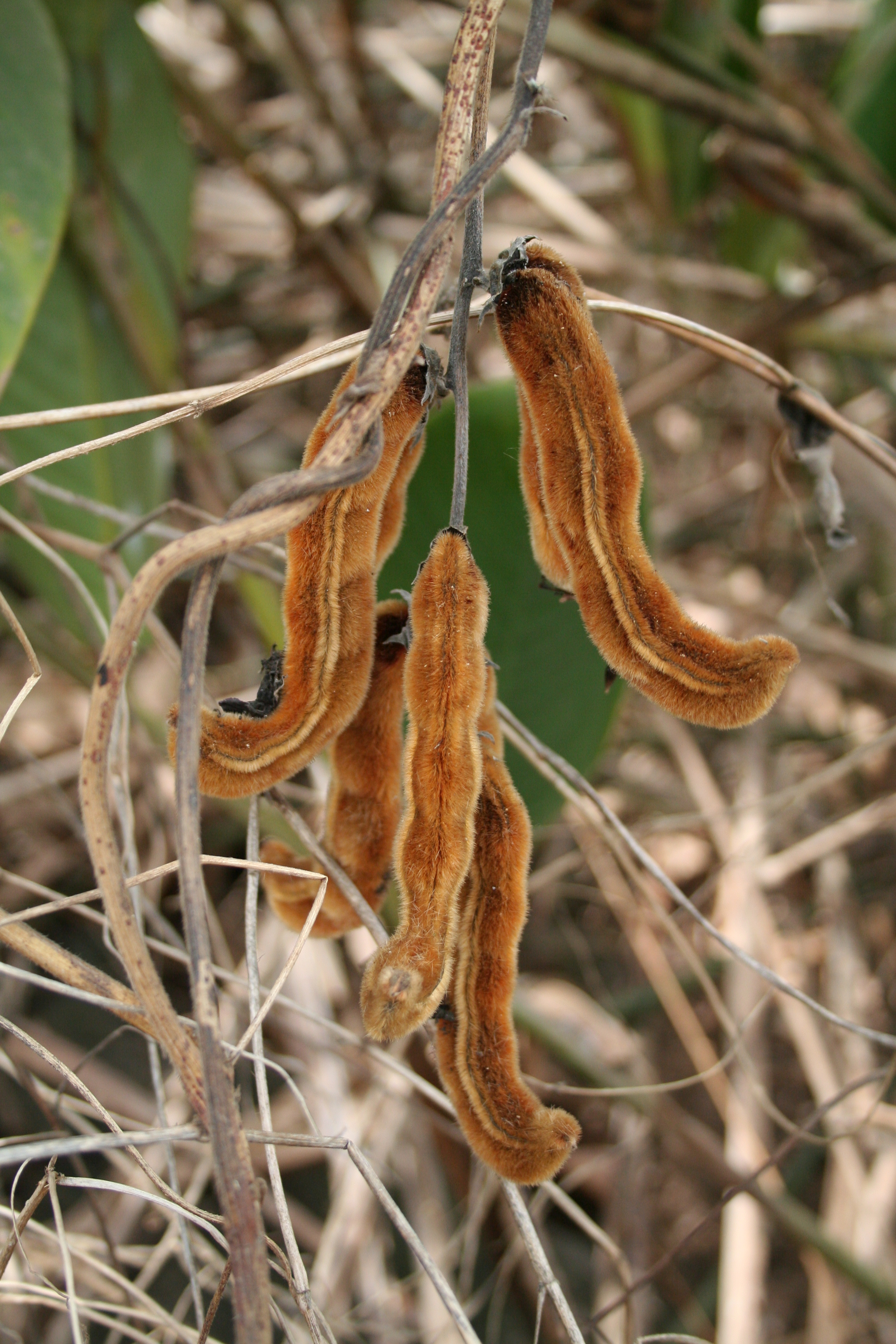

## Dottertaxa tillMucuna, i alfabetisk ordning[1]
- Mucuna acuminata
- Mucuna amblyodon
- Mucuna argyrophylla
- Mucuna atropurpurea
- Mucuna aurea
- Mucuna bennettii
- Mucuna biplicata
- Mucuna birdwoodiana
- Mucuna bracteata
- Mucuna calophylla
- Mucuna canaliculata
- Mucuna championii
- Mucuna coriacea
- Mucuna curranii
- Mucuna cyclocarpa
- Mucuna diabolica
- Mucuna diplax
- Mucuna discolor
- Mucuna elliptica
- Mucuna fawcettii
- Mucuna ferox
- Mucuna flagellipes
- Mucuna gigantea
- Mucuna glabrialata
- Mucuna gracilipes
- Mucuna hainanensis
- Mucuna hirtipetala
- Mucuna holtonii
- Mucuna hooglandii
- Mucuna huberi
- Mucuna humblotii
- Mucuna imbricata
- Mucuna incurvata
- Mucuna interrupta
- Mucuna killipiana
- Mucuna lamellata
- Mucuna lamii
- Mucuna lane-poolei
- Mucuna longipedunculata
- Mucuna macmillanii
- Mucuna macrobotrys
- Mucuna macrocarpa
- Mucuna macroceratides
- Mucuna macrophylla
- Mucuna macropoda
- Mucuna manongarivensis
- Mucuna mapirensis
- Mucuna melanocarpa
- Mucuna membranacea
- Mucuna mindorensis
- Mucuna mitis
- Mucuna mollis
- Mucuna mollissima
- Mucuna monosperma
- Mucuna mutisiana
- Mucuna nigricans
- Mucuna novo-guineensis
- Mucuna oligoplax
- Mucuna pachycarpa
- Mucuna pacifica
- Mucuna pallida
- Mucuna paniculata
- Mucuna platyphylla
- Mucuna platyplekta
- Mucuna pluricostata
- Mucuna poggei
- Mucuna pruriens
- Mucuna psittacina
- Mucuna reptans
- Mucuna reticulata
- Mucuna revoluta
- Mucuna rostrata
- Mucuna samarensis
- Mucuna schlechteri
- Mucuna sempervirens
- Mucuna sloanei
- Mucuna stanleyi
- Mucuna stans
- Mucuna stenoplax
- Mucuna terrens
- Mucuna thailandica
- Mucuna tomentosa
- Mucuna urens
- Mucuna warburgii